# Hemigrammus cupreus
Hemigrammus cupreus és una espècie de peix de la família dels caràcids i de l'ordre dels caraciformes.

## Morfologia
- Els mascles poden assolir 5,3 cm de llargària total.[4]

## Hàbitat
Viu a àrees de clima tropical entre 23 °C-27 °C de temperatura.

## Distribució geogràfica
Es troba a Sud-amèrica: conca del riu Solimões.